# Les mots bleus
Les mots bleus ist ein Lied des französischen Chansonsängers Christophe aus dem Jahr 1974. Autor der Verse ist Jean-Michel Jarre. Veröffentlicht wurde das Chanson erstmals auf dem Album Les mots bleus, Christophes fünftem Studioalbum. Eine Auskoppelung als Single erschien im selben Jahr.

## Produktion
Das Chanson ist das zweite Lied Christophes, für das Jarre den Text geschrieben hat.
Das Album wurde von Francis Dreyfus produziert, die Single von Capitol Music France.
Besetzung
- Patrice Tison: Gitarre
- Didier Batard: E-Bass
- Dominique Perrier: Keyboard
- Roger Rizzitelli „Bunny“: Schlagzeug[2]

## Text und Musik
Das Chanson erzählt von einem schüchternen jungen Mann, der jeden Abend darauf wartet, dass ein Mädchen, in das er verliebt ist, bei Glockenschlag sechs aus der Tür des Rathauses kommt. Er weiß, er sollte mit ihr reden, aber Reden scheint ihm lächerlich. Er schreckt vor unnützen Sätzen zurück, die den kostbaren Augenblick der Begegnung zerbrechen. Die Zeit vergeht, es gibt keinen Glockenturm und keinen Glockenschlag mehr, auf dem Platz schlafen die Bäume. Er wird zurückkommen, sie am Kai wiedersehen, sie wird ihn anlächeln. Sie soll ihn um jeden Preis verstehen. Entschuldigungen sind wie Küsse, die sich verflüchtigen. Lange unnütze Reden würden das Wiedersehen verderben. 
Er wird ihr die blauen Worte sagen, denn eine Liebesgeschichte ohne Worte braucht kein Protokoll. Lange nutzlose Reden würden ihr Wiedersehen verderben. Das Chanson endet mit dem Vierzeiler:
Je lui dirai les mots bleus 

Les mots qu’on dit avec les yeux

Je lui dirai tous les mots bleus

Tous ceux qui rendent les gens heureux

Ich werde ihr die blauen Worte sagen

Die Worte, die man mit den Augen sagt

Ich werd’ ihr all die blauen Worte sagen

All’ die, die Menschen glücklich machen.
Christophe skizzierte zunächst die Musik, schickte Jarre die Noten, auf die Jarre den Text schrieb.

## Rezeption
Coverversionen
Das Lied wurde gecovert von Alain Bashung (1992), Frédéric Chateau (1996), Amina Annabi (1999), Thierry Amiel (2003), Élodie Frégé (2004), Julie Petri (2008), Nilusi (2017), Pale Grey (2018), Johan Papaconstantino (2019), Isabelle Boulay (2023) sowie 2019 von Christophe selbst mit Son Lux. 
in Filmen als Filmmusik verwendet
- 1999: Liebe in Zeiten der Arbeitslosigkeit (Rien à faire) von Marion Vernoux
- 2004: Worte in Blau, Regie Alain Corneau[4]
- 2006: Avril, Regie: Gérald Hustache-Mathie
- 2009: Gamines, Regie: Éléonore Faucher
- 2011: Tu seras mon fils, Regie: Gilles Legrand
- 2013: Die schönen Tage, Regie: Marion Vernoux
- 2015: Je me tue à le dire, Regie: Xavier Seron
- 2018: Chien bleu, Kurzfilm von Fanny Liatard und Jérémy Trouilh
- 2019: Capitaine Marleau, Folge 15